# 本·麥克考曼
本·麥克考曼（英語：Ben McCalman；1988年3月18日—）是一位澳大利亞橄欖球運動員。他是澳大利亞國家橄欖球隊的一員，代表澳大利亞參加了2015年世界盃橄欖球賽。